# Дисвинецлютеций
Дисвинецлютеций — бинарное неорганическое соединение
лютеция и свинца
с формулой LuPb2,
кристаллы.

## Получение
- Сплавление стехиометрических количеств чистых веществ:

{\displaystyle {\mathsf {Lu+2Pb\ {\xrightarrow {570^{o}C}}\ LuPb_{2}}}}

## Физические свойства
Дисвинецлютеций образует кристаллы
тетрагональной сингонии, пространственная группа I 4/mmm, параметры ячейки a = 0,37061 нм, c = 1,3120 нм, Z = 2,
структура типа дисилицида молибдена MoSi2
.
Соединение образуется по перитектической реакции при температуре 570°C .